# Mátyás
Mátyás [ˈmaːcaːʃ] ist ein ungarischer männlicher Vorname und Familienname. Die deutsche Form ist Matthias.

## Namensträger

### Vorname
- Mátyás Bíró (* 1994), rumänischer Eishockeyspieler
- Mátyás Bucsányi (1731–1796), Naturforscher und Mathematiker aus dem Königreich Ungarn
- Mátyás Erdély (* 1976), ungarischer Kameramann
- Mátyás Holló (* 1977), ungarischer Biathlet und Skilanglauf
- Mátyás Laáb (1746–1823), kroatischer Schriftsteller und katholischer Priester
- Mátyás Rákosi (1892–1971), ungarischer Politiker und Ministerpräsident
- Mátyás Seiber (1905–1960), ungarisch-britischer Komponist
- Matyas Szabo (ungarisch Szabó Mátyás, * 1991), deutscher Säbelfechter
- Mátyás Szandai (1977–2023), ungarischer Jazzmusiker
- Mátyás Szűrös (* 1933), ungarischer Politiker und Staatspräsident
- Mátyás Tímár (1923–2020), ungarischer Politiker
- Matthias Bel (ungarisch Bél Mátyás, 1731–1749), Historiker und Theologe aus dem Königreich Ungarn
- Matthias Corvinus (ungarisch Hunyadi Mátyás, 1443–1490), König von Ungarn und Böhmen
- Matthias (HRR) (ungarisch Mátyás, 1557–1619), Kaiser des Heiligen-Römischen Reichs, König von Ungarn und Böhmen

### Familienname
- Imre Mátyás (1957–2012), ungarischer Sportjournalist und Fußballfunktionär